# Jean-François Martos
Jean-François Martos, nacido en Argelia en 1952, es un ensayista y editor francés cercano al movimiento y crítica situacionistas.

## Biografía
Jean-François Martos mantuvo una larga amistad y correspondencia con Guy Debord entre 1981 et 1992.
En 1971, Jean-François Martos publica una traducción de Les ouvriers italiens et la révolte de Reggio de Calabre, cuaderno de la sección italiana de la Internacional situacionista. En 1972 reedita el Rapport sur la construction des situations de Guy Debord, y en 1976, Pour la forme de Asger Jorn.
A comienzos de los años 1980, Jean-François Martos traduce y edita Du Terrorisme et de l'État de Gianfranco Sanguinetti. El nombre de su editorial es "Le fin mot de l'Histoire", estructura en la que también publica panfletos sobre cuestiones sociales. El libro de Sanguinetti revela el papel de los servicios secretos italianos en las actividades terroristas de las Brigadas Rojas.
Jean-François Martos es el autor en 1983 de un ensayo sobre la situación de Polonia en la época de Solidarnosc, La Contre-révolution polonaise par ceux qui l'ont faite, libro en el que critica la actuación contra-revolucionaria de Lech Walesa. Martos también ha publicado, a petición de Guy Debord, una Historia de la Internacional situacionista publicada en 1989 por Éditions Gérard Lebovici y traducida al castellano en 2012 por Editorial Montemira.
Desde 1987, Jean-François Martos ha escrito varios artículos contra las posiciones de l'Encyclopédie des Nuisances.
En 1998, Martos publica su Correspondance con Guy Debord, pero el libro fue prohibido poco tiempo después de su publicación tras una demanda judicial interpuesta por la viuda de Debord, Alice Becker-Ho, y la editorial Fayard por una cuestión de derechos de autor. Al año siguiente, Martos publica Sur l'interdiction de ma "correspondance avec Guy Debord".

## Publicaciones

### En español
- Historia de la Internacional situacionista, Editorial Montemira, Costa Rica, 2012. ISBN 9789930940754

### En francés

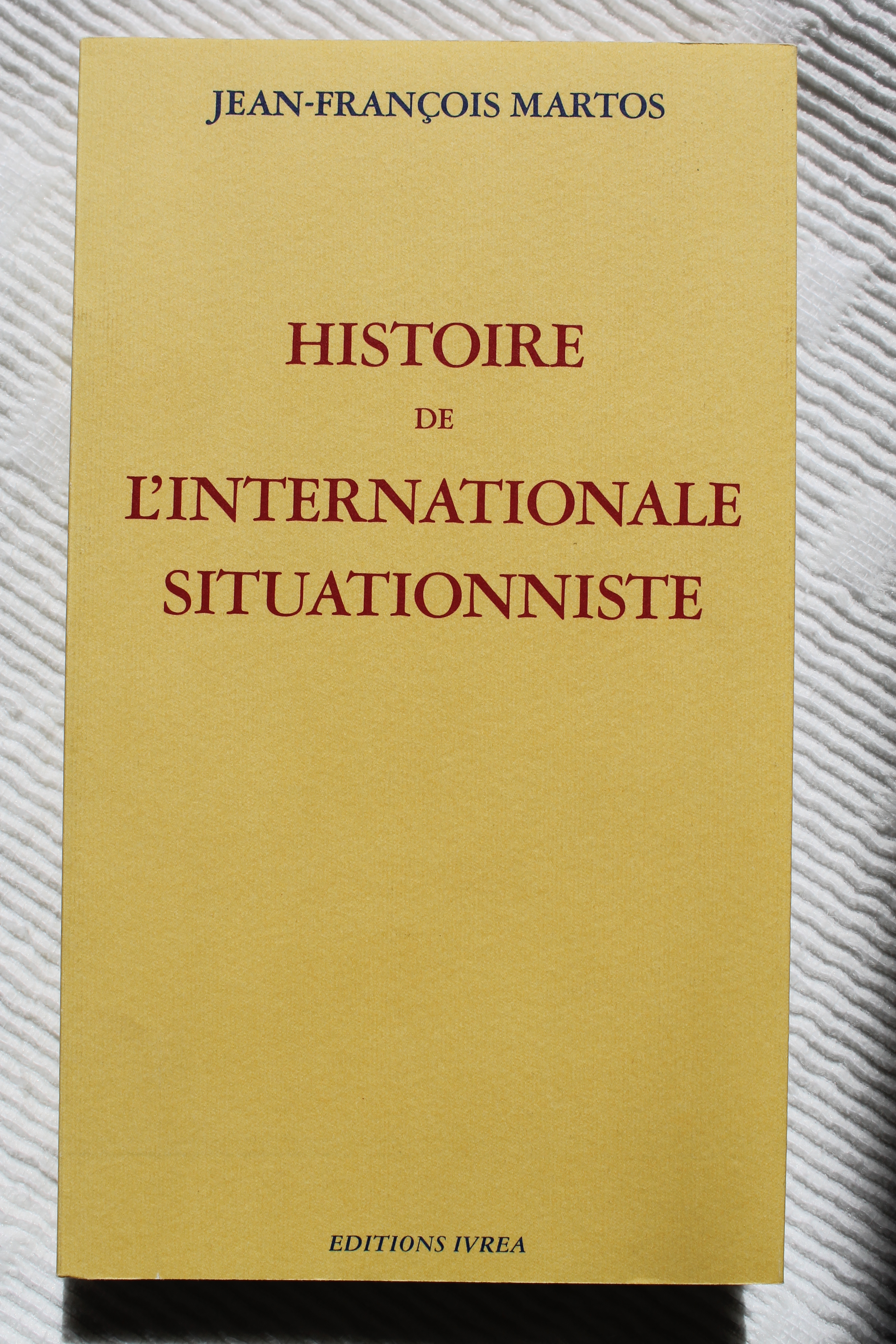
Histoire de l'Internationale situationniste, Éditions Ivrea.

- La Contre-révolution polonaise par ceux qui l'ont faite, Champ Libre, 1983. ISBN 2-85184-143-2
- L'Encyclopédie des puissances, en collaboration avec Jean-Pierre Baudet, Le fin mot de l'Histoire, 1987. ISBN 2-903557-01-2
- Histoire de l'Internationale situationniste, éditions Gérard Lebovici, 1989. ISBN 2-85184-217-X
- Sur l'interdiction de ma "correspondance avec Guy Debord", Le fin mot de l'Histoire, 1999. ISBN 2-903557-04-7

Correspondencia
- Éditions Champ Libre, Correspondance, Vol. 3, Le fin mot de l'Histoire, 1995. ISBN 2-903557-02-0
- Correspondance avec Guy Debord, Le fin mot de l'Histoire, 1998. ISBN 2-903557-03-9
- Guy Debord, Correspondance, volumes 6 et 7, Fayard, 2007 et 2008. Las cartas de Debord a J.-F. Martos están agrupadas en estos dos volúmenes.

Traducciones
- Gianfranco Sanguinetti, Du Terrorisme et de l'État, la théorie et la pratique du terrorisme divulguées pour la première fois, traducido del italiano por Jean-François Martos, Le fin mot de l'Histoire, 1980. ISBN 2-903557-00-4